# Newtons Waterfall
Der Newtons Waterfall ist ein Wasserfall im Gebiet der Ortschaft Akaroa auf der Banks Peninsula bei Christchurch in der Region Canterbury auf der Südinsel Neuseelands. Er liegt südlich des Ortszentrums im Lauf des Aylmers Stream, der in nordwestlicher Fließrichtung zentrumsnah in den Akaroa Harbour mündet. Seine Fallhöhe beträgt rund 9 Meter.
Vom Ende der Aylmers Valley Road führt eine zehnminütige Wanderung zum Wasserfall.